# Корентин з Кемпера

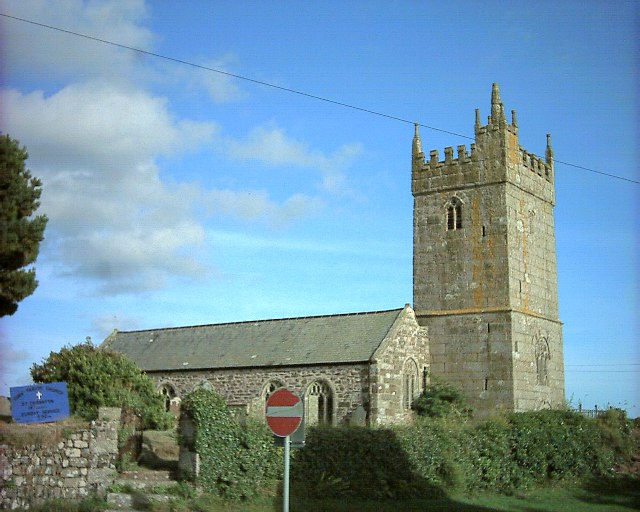
Церква святого Корентина, Кьюрі, Корнуолл

Корентин (лат. Corentinus, брет. Kaourintin; ? — 460) — ранньохристиянський святий, відлюдник, єпископ Кемпера, один з семи святих засновників Бретані. День пам'яті 12 грудня.
Св. Корентин народився в Бретані, неподалік міста Сівітас Аквілонія (Civitas Aquilonia, суч. Локмар'я). Довгий час він був священиком, але вирішив присвятити решту життя відлюдництву і оселився в лісі Невет. У лісі полював король Арморики Градлон Великий. Він зустрів Корентина і запропонував йому землю для побудови монастиря. Корентин погодився. Згодом навколо монастиря утворюється поселення, з якого виросло місто Кемпер.
Святого Корентина вважають покровителем морепродуктів, і на іконах його зображають з рибою. Згідно з переказами, у його келії кожен день з'являлася риба, від якої він відрізав шматок на прожиток, причому цей шматок чудесним чином відновлювався.